# Райс, Сьюзан
Сьюзан Элизабет Райс (англ. Susan Elizabeth Rice; род. 17 ноября 1964 года, Вашингтон, США) — американский государственный и политический деятель, советник президента США по вопросам национальной безопасности в 2013—2017 годах. Согласно французскому журналисту Венсану Жоверу — «теоретик нового „морального лидерства США“».

## Ранние годы, образование
Родилась в столице США Вашингтоне 17 ноября 1964 года в семье афроамериканцев. Отец — профессор экономики Эмметт Дж. Райс (en:Emmett J. Rice) — в 1979—1986 годах являлся членом Совета управляющих Федеральной резервной системы США от округа Нью-Йорк, мать — специалист по вопросам образования. Несмотря на заявления ряда мировых и российских СМИ, не является родственницей своей высокопоставленной однофамилицы Кондолизы Райс.
Окончила элитную школу для девочек при Национальном кафедральном соборе (англ. National Cathedral School) в Вашингтоне. В 1986 году получила степень бакалавра истории в Стэнфордском университете. По стипендии Родса училась в Нью-колледже Оксфордского университета: в 1988 году получила степень магистра, а в 1990 году — доктора философии по международным отношениям.

## Карьера
Работала в штабах кандидатов в президенты США Майкла Дукакиса — на выборах 1988 года, и Барака Обамы — на выборах 2008 года.
В 1991—1993 годах работала в «McKinsey».
В 1993—1997 годах работала в Советe национальной безопасности США.
В 1997—2001 годах — помощник госсекретаря США по вопросам Африки.
C 2002 года работала в Институте Брукингса. В 2000-х годах Райс создала, как пишет Дэвид Ремник, нечто вроде теневого «Совета по национальной безопасности» при Демократической партии США: «Она заявила, что мышление этой группы вознеслось над традиционными конфликтами во внешней политике США — противоречиями между „реалполитик“ крупных держав и либеральным идеализмом».
С января 2009 года — постоянный представитель США при ООН.
В феврале 2009 года на открытых прениях на заседании СБ ООН по Ираку она неожиданно обвинила Тегеран в «поддержке терроризма и стремлении получить ядерное оружие», заявив, что «после вывода войск из Ирака США будут стремиться к тому, чтобы положить конец иранскому стремлению незаконно расширить свои ядерные возможности, а также его поддержке терроризма».
Указывалась в качестве «главных приверженцев международного вмешательства в Ливии» в 2011 году.
На одном из заседаний Совета безопасности ООН, проходившем за закрытыми дверями, в качестве ещё одной причины для того, чтобы выступать против ливийских войск она назвала то, что, ссылаясь на сообщения из СМИ, Муаммар Каддафи и силы выступающие на его стороне атаковали мечети, стреляли в детей. Также Райс цитировала репортаж о "раздаче "Виагры" солдатам, чтобы они могли насиловать". Об этом рассказал неназванный дипломат ООН, присутствовавший на этом закрытом заседании.
По утверждению «Washington Post», тройка советников женского пола в лице Хиллари Клинтон, Сьюзан Райс и Саманты Пауэр несёт основную ответственность за то, что вопреки рекомендациям Роберта Гейтса убедила президента Обаму в целесообразности бомбардировки Ливии. Эта тройка убедила Обаму в том, что США обязаны вмешаться, чтобы предотвратить гуманитарную катастрофу в Бенгази.
Рассматривалась на пост госсекретаря США на смену Хиллари Клинтон на время второго президентского срока Барака Обамы, однако её кандидатура не прошла в Конгрессе.
1 июля 2013 года она сменила Томаса Донилона в должности советника президента США по национальной безопасности.
Журнал «Эксперт» (2013) характеризует её как «имеющую серьёзное влияние на Обаму и являющуюся его личным другом».

## Награды
- 8-е место в рейтинге «Главные женщины 2009» по версии журнала журнал «Glamour»[12]